# Alpha Condé
Alpha Condé (sinh ngày 4 tháng 3 năm 1938) là chính trị gia Guinée, giữ chức Tổng thống Guinea từ tháng 12 năm 2010 trong vòng bỏ phiếu thứ hai với 52,5% phiếu. Condé tái đắc cử vào năm 2015 với gần 58% số phiếu bầu.
Condé sinh tại Boké ở Lower Guinea. Cha mẹ của ông từ Baro, một thị trấn nhỏ trong tỉnh Kouroussa, khu vực Kankan. Condé kết hôn với Djene Kaba Condé và có một người con trai tên Alpha Mohamed Condé.
Vào ngày 5 tháng 9 năm 2021, một cuộc đảo chính diễn ra chống lại chế độ của Alpha Condé, sau đó đã bị lật đổ.
Vào ngày 9 tháng 12 năm 2022, Bộ Tài chính Hoa Kỳ đã công bố danh sách hơn 40 nhân vật bị trừng phạt vì hành vi tham nhũng và vi phạm nhân quyền. Trong số các mục tiêu của Văn phòng Kiểm soát Tài sản Nước ngoài (OFAC), cơ quan kiểm soát tài chính của Bộ Tài chính là Alpha Condé..